# Lado (territorio)

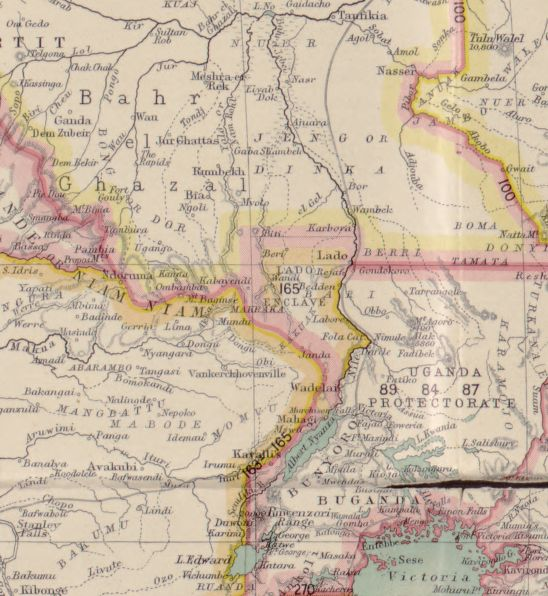
Mapa de 1909 del Enclave de Lado

Territorio actualmente en Sudán del Sur, que perteneció al Estado Libre del Congo, siendo conocido como Enclave de Lado. Fue incorporado al Sudán en 1910 tras la muerte de Leopoldo II de Bélgica que lo poseía vitaliciamente. La capital fue la ciudad de Lado.

## Historia
Leopoldo II de Bélgica, jefe del Estado Libre del Congo, consideraba el territorio sudanés de Lado (también conocido por Sudán Leopoldiano) como parte de su territorio. Cuando en 1881 la Guerra Mahdista hizo perder a Egipto el control de Sudán, Leopoldo envió a Lado diversas expediciones y estableció un puesto en Ganda. Unos acuerdos con Gran Bretaña (12 de mayo y 14 de agosto de 1894) le reconocieron la posesión temporal del territorio llamado formalmente Enclave de Lado, separado de la provincia sudanesa de Bahr el Ghazal (río de las gacelas). El acuerdo fue modificado el 9 de mayo de 1906 delimitando la esfera de influencia de ambos estados en el Nilo y Lago Tanganyika. Ciertos territorios de la esfera de influencia británica fueron dejados en manos del Estado independiente del Congo. El territorio quedó descrito en el artículo II: «La frontera oriental es el Nilo, la occidental es la cuenca del Nilo, la frontera del Norte es una línea horizontal a través de Fashoda, y la del Sur es el África Oriental Alemana. Mientras este territorio permanezca en poder del Estado Independiente del Congo tendrá una bandera especial».
El territorio sobre el que se hacía el acuerdo fue dividido en dos zonas por la línea meridiana de los 30 grados: la occidental pertenecería siempre a los soberanos del Estado Independiente del Congo y la oriental quedaría arrendada al soberano y volvería a soberanía británica a la muerte de Leopoldo II. Tras protestas de Francia Leopoldo II estuvo de acuerdo en que el territorio al este de la línea de los 30 grados quedara reducido a 15.000 millas cuadradas. Este territorio fue llamado Enclave de Lado (aunque no era un enclave) y la administración se estableció en la ciudad de Lado.
Gran Bretaña protestó pronto por la mala administración del territorio por el rey belga. Leopoldo II hizo donación del Congo a Bélgica, y el Congo se convirtió en una colonia (Congo Belga) en 1908. Leopoldo II murió en 1909 y el arrendamiento se dio por finalizado en 1910. La mayor parte del enclave fue incorporado a Sudán, salvo una porción del Sur que fue incluida en Uganda.